# Les Ténèbres du Dehors
Les Tenebres Du Dehors — студийный альбом группы Elend, вышедший в 1996 году. Вторая часть трилогии Officium Tenebrarum.

## Об альбоме
Подобно дебютной пластинке проекта Lecons De Tenebres, альбом Les Tenebres Du Dehors представляет собой отход от традиционного метала с электрогитарами, бас-гитарами и барабанами в пользу микса классической музыки и вокала, присущего блэк-металу. К сопрано-певице Еве-Габриель Сискинд и двум авторам-исполнителям Рено Чирнеру и Александру Исканадару, работавшим над предыдущим альбомом Elend, на этом к коллективу присоединилась ещё одна вокалистка Натали Барбари.
В состав альбома входят восемь композиций общей длительностью 63 минуты. Тихие и мелодичные фрагменты песен с приятным женским вокалом или хоровым аккомпанементом перемежаются агрессивными вставками, содержащими элементы скриминга.
Les Tenebres Du Dehors вышел в 1996 году. В оформлении упаковки использовались работы Виктора Гюго и Леонардо Да Винчи. Альбом был ремастирован и переиздан в 2001 году с бонус-треком «Birds of Dawn».

## Список композиций
1. Nocturne — 4:51
2. Ethereal Journey — 14:29
3. The Luciferian Revolution — 10:57
4. Eden (The Angel in the Garden) — 4:17
5. The Silence of Light — 8:05
6. Antienne — 6:46
7. Dancing Under the Close Eyes of Paradise — 9:36
8. Les Tenebres Du Dehors — 4:23

## Участники записи
- Ева-Габриель Сискинд — сопрано
- Натали Барбари — сопрано
- Рено Чирнер — вокал, электро-скрипка, фортепиано, синтезаторы, оркестровые клавишные
- Александр Искандар — вокал, виола, синтезаторы, оркестровые клавишные